# Маркина, Мария
Мария Маркина (род. 1980, Москва) — российская оперная певица (меццо-сопрано).

## Биография
Родилась в 1980 году в Москве.
Обучалась вокалу в Российском университете театрального искусства в Москве, окончив его в 2004 году. Училась у Эммы Саркисян. До 2006 года работала в качестве солистки московской Новой оперы.
В 2006 г. выиграла в Хьюстоне конкурс молодых певцов имени Элинор Макколлум, после чего до 2009 г. пела на сцене Houston Grand Opera Studio. C 2009 года работает в Германии — в Гамбургском оперном театре.
Мария Маркина замужем за скульптором Алексеем Маркиным, у них есть дочь.